# James F. Callahan
James Francis Callahan, ameriški pravnik, * 1. april 1893, Allegheny, Ohio, ZDA, † 25. maj 1961, Cleveland, Ohio, ZDA.
Callahan je bil lastnik moštva Pittsburgh Yellow Jackets in kasneje NHL kluba Pittsburgh Pirates. Držal se ga je ugled zmernega poslovneža, po izobrazbi pa je bil pravnik iz soseske Lawrenceville v mestu Pittsburgh. 
Leta 1925 je bil lastnik Yellow Jacketsov bivši hokejski sodnik Roy Schooley. Kljub osvojitvi lige United States Amateur Hockey Association v letih 1924 in 1925 se je klub znašel v težavah, zato ga je Cooley prodal Callahanu, ki je želel spraviti moštvo v kako profesionalno ligo. Callahan je spremenil ime kluba v Pittsburgh Pirates, pri čemer si je ime Pirates sposodil od istoimenskega bejzbolskega kluba Pittsburgh Pirates. Ime si je smel sposoditi, šele ko je plačal določeno vsoto denarja Barneyju Dreyfussu, lastniku bejzbolskega kluba. Moštvo Pittsburgh Pirates je tako 7. novembra 1925 postalo tretje ameriško moštvo v ligi NHL, za moštvoma New York Americans in Boston Bruins. Callahanov brat, ki je bil pripadnik pittsburške policije, je ponudil rabljene embleme s policijskih jaken, ki so jih namestili na rokave dresov. 
8. oktobra 1928 so finančne težave Callahana prisilile, da je klub prodal lastniški skupini, v kateri je bil tudi mafijec Bill Dwyer. Ker pa je bil Dwyer že lastnik New York Americansov, je na mesto lastnika kluba postavil bivšega boksarskega prvaka lahke kategorija, Benny Leonarda. 